# Buttock Point

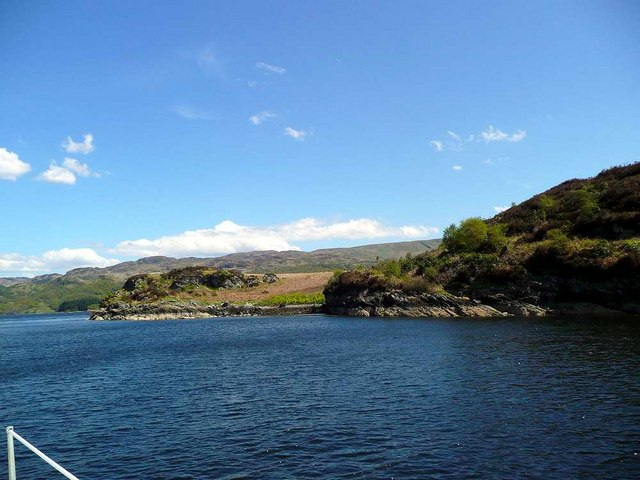
Buttock Point aus südwestlicher Richtung

Buttock Point ist ein Kap im Norden der schottischen Insel Bute und gehört somit administrativ zu der Unitary Authority Argyll and Bute. Es ragt in die Meerenge Kyles of Bute und markiert den nördlichsten Punkt der Insel. Die Hügelregion im Norden Butes ist nur sehr dünn besiedelt, weshalb auch an Buttock Point und in seiner Umgebung keine Ortschaften oder Wohngebäude zu finden sind. Auch führen keine Straßen zu der Landspitze, auf der auch die Megalithanlage Michael’s Grave liegt.
Buttock Point markiert auch den nördlichsten Punkt der Kyles of Bute, die Bute von der Halbinsel Cowal auf dem schottischen Festland trennen. Diese verlaufen von Westen kommend bis zu diesem Punkt in nordöstlicher Richtung und knicken anschließend, der Küstenlinie Butes folgend, in südöstliche Richtung ab. Gegenüber zweigt der etwa fünf Kilometer tief ins Land dringende Meeresarm Loch Riddon nach Norden ab. Nordwestlich, nahe der Cowal-Küste, befindet sich die kleine Insel Eilean Dubh. Wenige hundert Meter westlich sind die drei Burnt Islands in den Kyles of Bute gelegen.